# John Hafen
John Hafen (Hans Hafen), né le 22 mars 1856 dans la localité de Scherzingen, commune de Münsterlingen, en Suisse et mort le 3 juin 1910 à Indianapolis, est un artiste américain, peintre et enseignant.  Il fait partie, avec John B. Fairbanks (1855–1940), Edwin Evans (1860-1946) et Lorus Bishop Pratt (1855–1923), des artistes envoyés étudier, en 1890, à Paris par l'Église de Jésus-Christ des saints des derniers jours (LDS Church), groupe surnommé les « Art Missionaries »,,.

## Famille et études
John naît en Suisse, dans un village de Thurgovie. Sous l'influence de missionnaires mormons, la famille se convertit et rejoint la LDS Church, puis émigre vers les États-Unis alors que John est âgé de six ans. Ils se dirigent vers le Territoire de l'Utah, comme l'ont fait les pionniers mormons en 1847, et s'installent à Payson. En 1868, John Hafen est admis à la Twentieth Ward Academy de Salt Lake City, un séminaire mormon où sont également dispensés des cours de dessin. Le jeune Haffen possède déjà une grande sensibilité artistique et suit également l'enseignement de deux artistes locaux, George Martin Ottinger et Danquart Anthon Weggeland, qui l'encouragent pendant une dizaine d'années. En 1881, avec un groupe de jeunes artistes, il fonde l’Utah Art Association, qui va devenir l'Utah Art Institute, dont le but est d'organiser des expositions et de dispenser des cours.

### LaFrench Art Mission
En 1890, les trois jeunes artistes, Hafen, John B. Fairbanks (1855–1940) et Lorus Bishop Pratt (1855–1923), parviennent à convaincre les dirigeants de la LDS Church de les envoyer étudier les beaux-arts à Paris. Leur demande est accueillie favorablement. La communauté mormone s'est installée à Salt Lake City, en 1847, et a prospéré grâce à ses pionniers, Brigham Young, Heber Chase Kimball et Wilford Woodruff. La construction du temple de Salt Lake est presque achevée, mais les pères de la LDS Church craignent de ne compter parmi leurs fidèles aucun artiste capable de réaliser les fresques murales qu'ils désirent. Ils acceptent donc d'offrir une bourse d'études de deux ans à Paris, alors capitale mondiale des arts, aux meilleurs jeunes artistes de Salt Lake City. Les trois premiers partent le 23 juin 1890 et Edwin Evans et Herman H. Haag (1871-1895), les rejoignent en 1891. À Paris, c'est une vie studieuse et appliquée qui les voit debout aux aurores pour étudier le français et l'anatomie, puis une longue journée à l'Académie Julian et parfois même des cours du soir. Ils consacrent leur temps libre à voyager en France, dessinant, peignant, visitant musées et galeries. Lorsqu'ils rentrent à Salt Lake City, fin 1892, ils ont acquis les connaissances nécessaires à la réalisation des fresques murales du temple.

## Temple, Springville et Indiana
Hafen et ses camarades « missionnaires de l'art » réalisent les fresques du temple, dont l’inauguration a lieu le 6 avril 1893. La même année, il fonde, avec Edwin Evans et James Taylor Harwood, leur Academy of Art à Salt Lake City. Bien que les peintures de Hafen soit aujourd'hui considérées comme des chefs-d'œuvre, il ne parvient pas à subvenir aux besoins de sa famille par la simple vente de ses toiles. Il doit accepter de petits boulots et une aide de la LDS Church en échange de peintures ou de dessins qui font aujourd'hui partie de la collection du Musée d'histoire de l'Église de Salt Lake City.
La famille Hafen, composée alors de dix enfants déménage à Springville, dans les années 1890, mais là-bas aussi elle vit dans le dénuement. Hafen parvient à échanger l'une de ses toiles contre un lopin de terre où il construit, vers 1900, une simple maison de bois dans le style des chalets suisses de son enfance. Cette demeure, bâtie selon les plans de Alberto O. Treganza, est aujourd'hui inscrite à l'inventaire du Registre national des lieux historiques. Hafen enseigne le dessin aux élèves de le High School de Springville, fait don de quelques toiles à l'école et encourage ses amis artistes, comme Cyrus Edwin Dallin, à faire de même. La collection s'accroissant, il est bientôt nécessaire de construire un bâtiment pour l'abriter, c'est ainsi que va naître le Springville Museum of Art.
Ce n'est qu'à la fin de son existence que Hafen voit son talent récompensé. Il vit alors en Indiana et fait partie d'un groupe d'artistes impressionnistes. Il reçoit des commandes, dont certaines prestigieuses, comme de réaliser le portrait du gouverneur de l'État. Alors que sa situation financière s'améliore sensiblement, John Haffen contracte une pneumonie dont il meurt le 3 juin 1910 à Indianapolis,.

### Journal
- « Like Tired Child Falling Asleep », Deseret News, 7 juin 1910.